# Håndboldligaen 2002/03
Die Håndboldligaen 2002/03 (vollständiger Name nach dem Hauptsponsor TDC Ligaen 2002/03) war die 67. Spielzeit der höchsten dänischen Spielklasse im Handball der Männer.

## Modus
In dieser Saison spielten im Grunddurchgang (dänisch Grundspil) 13 Mannschaften im Modus „Jeder gegen jeden“ mit je einem Heim- und Auswärtsspiel, da Virum-Sorgenfri HK vor Saisonbeginn zurückgezogen hatte.
Abstiegsrunde
Der Tabellenletzte des Grunddurchgangs stieg direkt in die zweite dänische Liga ab. Die Mannschaften auf den Plätzen 11 und 12 spielten in der Relegation in Hin- und Rückspiel gegen den Zweitplatzierten der Ost- und Weststaffeln der zweiten Liga. Die Sieger dieser Partien spielten in der Håndboldligaen 2003/04.
Meisterschaftsrunde
Die besten vier Mannschaften des Grunddurchgangs qualifizierten sich für die Meisterrunde, in der diese über Kreuz gegeneinander im Modus Best-of-3 antraten. Die Sieger der Halbfinals spielten im Finale (dänisch Finalekampe) im Modus Best-of-3 um die dänische Meisterschaft.
Europapokalteilnehmer
Der dänische Meister KIF Kolding sowie Vizemeister Skjern nahmen an der EHF Champions League 2003/04 teil. Århus Håndbold und AaB Håndbold nahmen am EHF-Pokal 2003/04 teil, GOG am Europapokal der Pokalsieger 2003/04 und FCK Håndbold am EHF-Challenge Cup 2003/04.

## Grunddurchgang
| Pl.                                      | Verein               | Sp. | S  | U | N  | Tore      | Diff. | Punkte  |
| ---------------------------------------- | -------------------- | --- | -- | - | -- | --------- | ----- | ------- |
| 1.                                       | KIF Kolding (M)      | 24  | 18 | 4 | 2  | 0750:6150 | +135  | 040:80  |
| 2.                                       | GOG                  | 24  | 18 | 1 | 5  | 0729:6020 | +127  | 037:110 |
| 3.                                       | Skjern Håndbold      | 24  | 18 | 1 | 5  | 0674:5880 | +86   | 037:110 |
| 4.                                       | AaB Håndbold         | 24  | 15 | 1 | 8  | 0667:6160 | +51   | 031:170 |
| 5.                                       | Århus Håndbold       | 24  | 14 | 1 | 9  | 0676:6750 | +1    | 029:190 |
| 6.                                       | FCK Håndbold         | 24  | 12 | 1 | 11 | 0635:6310 | +4    | 025:230 |
| 7.                                       | Elite 3000 Helsingør | 24  | 10 | 2 | 12 | 0672:6730 | −1    | 022:260 |
| 8.                                       | Bjerringbro FH Elite | 24  | 10 | 1 | 13 | 0602:6260 | −24   | 021:270 |
| 9.                                       | Team Tvis Holstebro  | 24  | 9  | 2 | 13 | 0615:6570 | −42   | 020:280 |
| 10.                                      | Ajax København       | 24  | 8  | 3 | 13 | 0645:6820 | −37   | 019:290 |
| 11.                                      | Fredericia HK (N)    | 24  | 8  | 1 | 15 | 0610:6640 | −54   | 017:310 |
| 12.                                      | Otterup HK (N)       | 24  | 4  | 1 | 19 | 0561:6990 | −138  | 09:390  |
| 13.                                      | Viborg HK            | 24  | 2  | 1 | 21 | 0576:6840 | −108  | 05:430  |
| Quelle: Flashscore, Stand: 30. Juni 2003 |                      |     |    |   |    |           |       |         |

| Legende |                                    |
| (M)     | Dänischer Meister der Vorsaison    |
| (N)     | Aufsteiger aus der der 1. Division |
|         | Dänischer Meister 2002/03          |
|         | qualifiziert für die Meisterrunde  |
|         | Relegationsplatz                   |
|         | Abstiegsplatz                      |

## Finalspiele

### Halbfinale
Im 1. Halbfinale besiegte KIF Kolding in zwei Spielen AaB Håndbold mit 33:30 zu Hause vor 1900 Zuschauern und 27:26 auswärts vor 1800 Zuschauern.
Im 2. Halbfinale setzte sich Skjern Håndbold in drei Spielen gegen GOG durch. Im 1. Spiel gewann GOG zu Hause in Gudme vor 1600 Zuschauern mit 32:26, im 2. Spiel siegte Skjern vor 1500 Fans mit 32:31 und im 3. Spiel gewann Skjern auswärts in Gudme vor 1820 Zuschauern mit 28:35.

### Finale
Titelverteidiger KIF Kolding sicherte sich in drei Spielen gegen Skjern Håndbold den neunten Meistertitel. Im 1. Spiel gewann Kolding sein Heimspiel vor 2800 Zuschauern mit 30:27. Das 2. Finale gewann Skjern vor 5000 Zuschauern mit 28:27. Im dritten Spiel vor 2800 Fans stand es 28:28 nach 60 Minuten. Kolding gewann schließlich mit 34:33 nach Verlängerung.

## Meistermannschaft
Für den dänischen Meister KIF Kolding standen unter Trainer Ulf Sivertsson im Kader:

Lasse Boesen, Niels Bruun, Peter Eskildsen, Claus Flensborg, Mads Kastrup Forslund, Ole Grening, Jimmy Jespersen, Martin Jespersen, Henrik Jørgensen, Dennis Klinge, Henrik Knudsen, Simon Westh Kristiansen, Peter Krogh, Per Thomas Linders, Kim Hagsten Nielsen, Morten Nielsen, Ole Nielsen, Mads Blom Overgaard, Anders Petersen, René Petersen, Kristoffer Rasmussen, Boris Schnuchel, Thomas Sivertsson, Bo Spellerberg, Sindre Walstad, Patrick Westerholm.

## Beste Torschützen
| Rang                                 | Spieler            | Mannschaft           | Tore | Spiele |
| ------------------------------------ | ------------------ | -------------------- | ---- | ------ |
| 1                                    | Lars Rasmussen     | Ajax København       | 179  | 24     |
| 2                                    | Hans Lindberg      | Elite 3000 Helsingør | 175  | 24     |
| 3                                    | Micke Næsby        | Fredericia HK        | 160  | 23     |
| 4                                    | Lasse Boesen       | KIF Kolding          | 156  | 24     |
| 5                                    | Paw Peters         | Fredericia HK        | 125  | 23     |
| 6                                    | Dennis Kirkegaard  | Team Tvis Holstebro  | 123  | 24     |
| 7                                    | Jesper Monrad      | Elite 3000 Helsingør | 122  | 23     |
| 7                                    | Thomas Mogensen    | Viborg HK            | 122  | 24     |
| 9                                    | Michael V. Knudsen | Skjern Håndbold      | 121  | 23     |
| 10                                   | Torben Vinther     | Århus Håndbold       | 119  | 24     |
| Quelle: dhf.dk, Stand: 30. Juni 2003 |                    |                      |      |        |